# كريستي لي
كريستي لي (بالإنجليزية: Kristi Lee)‏ هي صحفية أمريكية، ولدت في 17 يوليو 1960 في إنديانابوليس في الولايات المتحدة.